# Alois Lutz
Alois Lutz (Vienna, 1898 – 1918) è stato un pattinatore artistico su ghiaccio austriaco.
È stato l'inventore del salto che da lui prese il nome, che presentò in competizione, per la prima volta, nel 1913.
Morì di polmonite all'età di 19 anni